# Chicago Bulls 2024-2025
La stagione 2024-2025 dei Chicago Bulls è la 59ª stagione della franchigia.

## Draft
| Giro | Scelta | Giocatore     | Ruolo | Nazionalità | Università/Squadra |
| ---- | ------ | ------------- | ----- | ----------- | ------------------ |
| 1    | 11     | Matas Buzelis | AP/AG | Stati Uniti | G League Ignite    |

Al Draft 2024 i Chicago Bulls hanno avuto a disposizione una sola scelta, di cui una al primo giro ed una al secondo giro.

## Roster
| \| Pos. \| Num. \| Naz. \| Nome \| Altezza \| Peso \| Data nascita \| Provenienza \| \| ---- \| ---- \| ---- \| -------------------- \| ------- \| ------ \| ------------ \| ------------------- \| \| P \| 0 \| \| White, Coby \| 193 cm \| 88 kg \| 16-02-2000 \| North Carolina \| \| P \| 00 \| \| Stewart, DJ \| 188 cm \| 73 kg \| 02-10-2001 \| Duke \| \| P \| 2 \| \| Ball, Lonzo \| 198 cm \| 86 kg \| 27-10-1997 \| UCLA \| \| P \| 3 \| \| Giddey, Josh \| 202 cm \| 93 kg \| 10-10-2002 \| NBA Global Academy \| \| P \| 5 \| \| Carter, Jevon \| 185 cm \| 91 kg \| 14-09-1995 \| West Virginia \| \| C \| 7 \| \| Smith, Jalen \| 208 cm \| 98 kg \| 16-03-2000 \| Maryland \| \| G \| 8 \| \| LaVine, Zach \| 196 cm \| 91 kg \| 10-03-1995 \| UCLA \| \| C \| 9 \| \| Vučević, Nikola \| 208 cm \| 118 kg \| 24-10-1990 \| Southern California \| \| P \| 11 \| \| Dosunmu, Ayo \| 193 cm \| 91 kg \| 17-01-2000 \| Illinois \| \| G \| 13 \| \| Craig, Torrey \| 201 cm \| 100 kg \| 19-12-1990 \| USC Upstate \| \| AG \| 14 \| \| Buzelis, Matas \| 208 cm \| 95 kg \| 13-10-2004 \| Sunrise Christian \| \| AP \| 15 \| \| Phillips, Julian \| 203 cm \| 90 kg \| 05-11-2003 \| Tennessee \| \| AG \| 21 \| \| Sanogo, Adama \| 206 cm \| 111 kg \| 12-02-2002 \| Connecticut \| \| G \| 22 \| \| Horton-Tucker, Talen \| 193 cm \| 106 kg \| 25-11-2000 \| Iowa State \| \| G \| 25 \| \| Terry, Dalen \| 201 cm \| 88 kg \| 12-07-2002 \| Arizona \| \| G \| 27 \| \| Duarte, Chris \| 196 cm \| 86 kg \| 13-06-1997 \| Oregon \| \| AG \| 32 \| \| Liddell, E.J. \| 201 cm \| 109 kg \| 18-12-2000 \| Ohio State \| \| AP \| 44 \| \| Williams, Patrick \| 201 cm \| 98 kg \| 26-08-2001 \| Florida State \| | Allenatore - Billy Donovan Assistente/i - John Bryant - Maurice Cheeks - Damian Cotter - Chris Fleming - Josh Longstaff - Billy Schmidt Legenda - (C) Capitano - (FA) Free agent - (S) Sospeso - (TW) Contratto Two-way - (GL) Assegnato a squadra G League affiliata - (SD) Scelto al Draft - Infortunato Roster • Transazioni · Ultima transazione: 30 giugno 2023 |                            |                      |         |        |              |                     |
| Pos. | Num. | Naz.                       | Nome                 | Altezza | Peso   | Data nascita | Provenienza         |
| P | 0 | Stati Uniti (bandiera)     | White, Coby          | 193 cm  | 88 kg  | 16-02-2000   | North Carolina      |
| P | 00 | Stati Uniti (bandiera)     | Stewart, DJ          | 188 cm  | 73 kg  | 02-10-2001   | Duke                |
| P | 2 | Stati Uniti (bandiera)     | Ball, Lonzo          | 198 cm  | 86 kg  | 27-10-1997   | UCLA                |
| P | 3 | Australia (bandiera)       | Giddey, Josh         | 202 cm  | 93 kg  | 10-10-2002   | NBA Global Academy  |
| P | 5 | Stati Uniti (bandiera)     | Carter, Jevon        | 185 cm  | 91 kg  | 14-09-1995   | West Virginia       |
| C | 7 | Stati Uniti (bandiera)     | Smith, Jalen         | 208 cm  | 98 kg  | 16-03-2000   | Maryland            |
| G | 8 | Stati Uniti (bandiera)     | LaVine, Zach         | 196 cm  | 91 kg  | 10-03-1995   | UCLA                |
| C | 9 | Montenegro (bandiera)      | Vučević, Nikola      | 208 cm  | 118 kg | 24-10-1990   | Southern California |
| P | 11 | Stati Uniti (bandiera)     | Dosunmu, Ayo         | 193 cm  | 91 kg  | 17-01-2000   | Illinois            |
| G | 13 | Stati Uniti (bandiera)     | Craig, Torrey        | 201 cm  | 100 kg | 19-12-1990   | USC Upstate         |
| AG | 14 | Lituania (bandiera)        | Buzelis, Matas       | 208 cm  | 95 kg  | 13-10-2004   | Sunrise Christian   |
| AP | 15 | Stati Uniti (bandiera)     | Phillips, Julian     | 203 cm  | 90 kg  | 05-11-2003   | Tennessee           |
| AG | 21 | Mali (bandiera)            | Sanogo, Adama        | 206 cm  | 111 kg | 12-02-2002   | Connecticut         |
| G | 22 | Stati Uniti (bandiera)     | Horton-Tucker, Talen | 193 cm  | 106 kg | 25-11-2000   | Iowa State          |
| G | 25 | Stati Uniti (bandiera)     | Terry, Dalen         | 201 cm  | 88 kg  | 12-07-2002   | Arizona             |
| G | 27 | Rep. Dominicana (bandiera) | Duarte, Chris        | 196 cm  | 86 kg  | 13-06-1997   | Oregon              |
| AG | 32 | Stati Uniti (bandiera)     | Liddell, E.J.        | 201 cm  | 109 kg | 18-12-2000   | Ohio State          |
| AP | 44 | Stati Uniti (bandiera)     | Williams, Patrick    | 201 cm  | 98 kg  | 26-08-2001   | Florida State       |

## Uniformi
- Casa

| Association |

- Trasferta

| Icon |

- Alternativa

| Statemant |

## Risultati

### Preseason
| Preseason 2024                                    | Preseason 2024                                    | Preseason 2024                                    | Preseason 2024                                    | Preseason 2024                                    | Preseason 2024                                    | Preseason 2024                                    | Preseason 2024                                    | Preseason 2024                                    |
| Record preseason: 0–0 (Casa: 0–0; Trasferta: 0-0) | Record preseason: 0–0 (Casa: 0–0; Trasferta: 0-0) | Record preseason: 0–0 (Casa: 0–0; Trasferta: 0-0) | Record preseason: 0–0 (Casa: 0–0; Trasferta: 0-0) | Record preseason: 0–0 (Casa: 0–0; Trasferta: 0-0) | Record preseason: 0–0 (Casa: 0–0; Trasferta: 0-0) | Record preseason: 0–0 (Casa: 0–0; Trasferta: 0-0) | Record preseason: 0–0 (Casa: 0–0; Trasferta: 0-0) | Record preseason: 0–0 (Casa: 0–0; Trasferta: 0-0) |
| Partita                                           | Data                                              | Avversario                                        | Punteggio                                         | Più punti                                         | Più rimbalzi                                      | Più assist                                        | Stadio e spettatori                               | Record                                            |
| ------------------------------------------------- | ------------------------------------------------- | ------------------------------------------------- | ------------------------------------------------- | ------------------------------------------------- | ------------------------------------------------- | ------------------------------------------------- | ------------------------------------------------- | ------------------------------------------------- |
| 1                                                 |                                                   |                                                   |                                                   |                                                   |                                                   |                                                   | ()                                                |                                                   |
| 2                                                 |                                                   |                                                   |                                                   |                                                   |                                                   |                                                   | ()                                                |                                                   |
| 3                                                 |                                                   |                                                   |                                                   |                                                   |                                                   |                                                   | ()                                                |                                                   |
| 4                                                 |                                                   |                                                   |                                                   |                                                   |                                                   |                                                   | ()                                                |                                                   |
| 5                                                 |                                                   |                                                   |                                                   |                                                   |                                                   |                                                   | ()                                                |                                                   |
| 6                                                 |                                                   |                                                   |                                                   |                                                   |                                                   |                                                   | ()                                                |                                                   |

### Regular season

#### Ottobre 2024
| Regular season - Ottobre 2024                   | Regular season - Ottobre 2024                   | Regular season - Ottobre 2024                   | Regular season - Ottobre 2024                   | Regular season - Ottobre 2024                   | Regular season - Ottobre 2024                   | Regular season - Ottobre 2024                   | Regular season - Ottobre 2024                   | Regular season - Ottobre 2024                   |
| Record Ottobre: 0–0 (Casa: 0–0; Trasferta: 0–0) | Record Ottobre: 0–0 (Casa: 0–0; Trasferta: 0–0) | Record Ottobre: 0–0 (Casa: 0–0; Trasferta: 0–0) | Record Ottobre: 0–0 (Casa: 0–0; Trasferta: 0–0) | Record Ottobre: 0–0 (Casa: 0–0; Trasferta: 0–0) | Record Ottobre: 0–0 (Casa: 0–0; Trasferta: 0–0) | Record Ottobre: 0–0 (Casa: 0–0; Trasferta: 0–0) | Record Ottobre: 0–0 (Casa: 0–0; Trasferta: 0–0) | Record Ottobre: 0–0 (Casa: 0–0; Trasferta: 0–0) |
| Partita                                         | Data                                            | Avversario                                      | Punteggio                                       | Più punti                                       | Più rimbalzi                                    | Più assist                                      | Arena (spettatori)                              | Record                                          |
| ----------------------------------------------- | ----------------------------------------------- | ----------------------------------------------- | ----------------------------------------------- | ----------------------------------------------- | ----------------------------------------------- | ----------------------------------------------- | ----------------------------------------------- | ----------------------------------------------- |
| 1                                               |                                                 |                                                 |                                                 |                                                 |                                                 |                                                 | ()                                              |                                                 |
| 2                                               |                                                 |                                                 |                                                 |                                                 |                                                 |                                                 | ()                                              |                                                 |
| 3                                               |                                                 |                                                 |                                                 |                                                 |                                                 |                                                 | ()                                              |                                                 |
| 4                                               |                                                 |                                                 |                                                 |                                                 |                                                 |                                                 | ()                                              |                                                 |
| 5                                               |                                                 |                                                 |                                                 |                                                 |                                                 |                                                 | ()                                              |                                                 |
| 6                                               |                                                 |                                                 |                                                 |                                                 |                                                 |                                                 | ()                                              |                                                 |

#### Novembre 2024
| Regular season - Novembre 2024                   | Regular season - Novembre 2024                   | Regular season - Novembre 2024                   | Regular season - Novembre 2024                   | Regular season - Novembre 2024                   | Regular season - Novembre 2024                   | Regular season - Novembre 2024                   | Regular season - Novembre 2024                   | Regular season - Novembre 2024                   |
| Record Novembre: 0-0 (Casa: 0–0; Trasferta: 0-0) | Record Novembre: 0-0 (Casa: 0–0; Trasferta: 0-0) | Record Novembre: 0-0 (Casa: 0–0; Trasferta: 0-0) | Record Novembre: 0-0 (Casa: 0–0; Trasferta: 0-0) | Record Novembre: 0-0 (Casa: 0–0; Trasferta: 0-0) | Record Novembre: 0-0 (Casa: 0–0; Trasferta: 0-0) | Record Novembre: 0-0 (Casa: 0–0; Trasferta: 0-0) | Record Novembre: 0-0 (Casa: 0–0; Trasferta: 0-0) | Record Novembre: 0-0 (Casa: 0–0; Trasferta: 0-0) |
| Partita                                          | Data                                             | Avversario                                       | Punteggio                                        | Più punti                                        | Più rimbalzi                                     | Più assist                                       | Arena (spettatori)                               | Record                                           |
| ------------------------------------------------ | ------------------------------------------------ | ------------------------------------------------ | ------------------------------------------------ | ------------------------------------------------ | ------------------------------------------------ | ------------------------------------------------ | ------------------------------------------------ | ------------------------------------------------ |
| 1                                                |                                                  |                                                  |                                                  |                                                  |                                                  |                                                  | ()                                               |                                                  |
| 2                                                |                                                  |                                                  |                                                  |                                                  |                                                  |                                                  | ()                                               |                                                  |
| 3                                                |                                                  |                                                  |                                                  |                                                  |                                                  |                                                  | ()                                               |                                                  |
| 4                                                |                                                  |                                                  |                                                  |                                                  |                                                  |                                                  | ()                                               |                                                  |
| 5                                                |                                                  |                                                  |                                                  |                                                  |                                                  |                                                  | ()                                               |                                                  |
| 6                                                |                                                  |                                                  |                                                  |                                                  |                                                  |                                                  | ()                                               |                                                  |

#### Dicembre 2024
| Regular season - Dicembre 2024                   | Regular season - Dicembre 2024                   | Regular season - Dicembre 2024                   | Regular season - Dicembre 2024                   | Regular season - Dicembre 2024                   | Regular season - Dicembre 2024                   | Regular season - Dicembre 2024                   | Regular season - Dicembre 2024                   | Regular season - Dicembre 2024                   |
| Record Dicembre: 0–0 (Casa: 0–0; Trasferta: 0–0) | Record Dicembre: 0–0 (Casa: 0–0; Trasferta: 0–0) | Record Dicembre: 0–0 (Casa: 0–0; Trasferta: 0–0) | Record Dicembre: 0–0 (Casa: 0–0; Trasferta: 0–0) | Record Dicembre: 0–0 (Casa: 0–0; Trasferta: 0–0) | Record Dicembre: 0–0 (Casa: 0–0; Trasferta: 0–0) | Record Dicembre: 0–0 (Casa: 0–0; Trasferta: 0–0) | Record Dicembre: 0–0 (Casa: 0–0; Trasferta: 0–0) | Record Dicembre: 0–0 (Casa: 0–0; Trasferta: 0–0) |
| Partita                                          | Data                                             | Avversario                                       | Punteggio                                        | Più punti                                        | Più rimbalzi                                     | Più assist                                       | Arena (spettatori)                               | Record                                           |
| ------------------------------------------------ | ------------------------------------------------ | ------------------------------------------------ | ------------------------------------------------ | ------------------------------------------------ | ------------------------------------------------ | ------------------------------------------------ | ------------------------------------------------ | ------------------------------------------------ |
| 1                                                |                                                  |                                                  |                                                  |                                                  |                                                  |                                                  | ()                                               |                                                  |
| 2                                                |                                                  |                                                  |                                                  |                                                  |                                                  |                                                  | ()                                               |                                                  |
| 3                                                |                                                  |                                                  |                                                  |                                                  |                                                  |                                                  | ()                                               |                                                  |
| 4                                                |                                                  |                                                  |                                                  |                                                  |                                                  |                                                  | ()                                               |                                                  |
| 5                                                |                                                  |                                                  |                                                  |                                                  |                                                  |                                                  | ()                                               |                                                  |
| 6                                                |                                                  |                                                  |                                                  |                                                  |                                                  |                                                  | ()                                               |                                                  |

### NBA In-Season Tournament

#### Fase a gironi
| NBA In-Season Tournament - Fase a gironi              | NBA In-Season Tournament - Fase a gironi              | NBA In-Season Tournament - Fase a gironi              | NBA In-Season Tournament - Fase a gironi              | NBA In-Season Tournament - Fase a gironi              | NBA In-Season Tournament - Fase a gironi              | NBA In-Season Tournament - Fase a gironi              | NBA In-Season Tournament - Fase a gironi              | NBA In-Season Tournament - Fase a gironi              |
| Record Fase a gironi: 0–0 (Casa: 0–0; Trasferta: 0–0) | Record Fase a gironi: 0–0 (Casa: 0–0; Trasferta: 0–0) | Record Fase a gironi: 0–0 (Casa: 0–0; Trasferta: 0–0) | Record Fase a gironi: 0–0 (Casa: 0–0; Trasferta: 0–0) | Record Fase a gironi: 0–0 (Casa: 0–0; Trasferta: 0–0) | Record Fase a gironi: 0–0 (Casa: 0–0; Trasferta: 0–0) | Record Fase a gironi: 0–0 (Casa: 0–0; Trasferta: 0–0) | Record Fase a gironi: 0–0 (Casa: 0–0; Trasferta: 0–0) | Record Fase a gironi: 0–0 (Casa: 0–0; Trasferta: 0–0) |
| Partita                                               | Data                                                  | Avversario                                            | Punteggio                                             | Più punti                                             | Più rimbalzi                                          | Più assist                                            | Arena (spettatori)                                    | Record                                                |
| ----------------------------------------------------- | ----------------------------------------------------- | ----------------------------------------------------- | ----------------------------------------------------- | ----------------------------------------------------- | ----------------------------------------------------- | ----------------------------------------------------- | ----------------------------------------------------- | ----------------------------------------------------- |
| 1                                                     |                                                       |                                                       |                                                       |                                                       |                                                       |                                                       | ()                                                    |                                                       |
| 2                                                     |                                                       |                                                       |                                                       |                                                       |                                                       |                                                       | ()                                                    |                                                       |
| 3                                                     |                                                       |                                                       |                                                       |                                                       |                                                       |                                                       | ()                                                    |                                                       |
| 4                                                     |                                                       |                                                       |                                                       |                                                       |                                                       |                                                       | ()                                                    |                                                       |

## Classifiche

### NBA Regular Season

#### Western Conference
| Eastern Conference | Eastern Conference        | Eastern Conference | Eastern Conference | Eastern Conference | Eastern Conference | Eastern Conference |
| #                  | Squadra                   | V                  | S                  | V%                 | PR                 | PG                 |
| ------------------ | ------------------------- | ------------------ | ------------------ | ------------------ | ------------------ | ------------------ |
| 1                  | y – Cleveland Cavaliers * | 64                 | 18                 | .780               | –                  | 82                 |
| 2                  | y – Boston Celtics *      | 61                 | 21                 | .744               | 3,0                | 82                 |
| 3                  | x – N.Y. Knicks           | 51                 | 31                 | .622               | 13,0               | 82                 |
| 4                  | x – Indiana Pacers        | 49                 | 31                 | .613               | 14,0               | 80                 |
| 5                  | x – Milwaukee Bucks       | 47                 | 34                 | .580               | 16,5               | 81                 |
| 6                  | x – Detroit Pistons       | 44                 | 38                 | .537               | 20,0               | 82                 |
|                    |                           |                    |                    |                    |                    |                    |
| 7                  | y – Orlando Magic *       | 41                 | 41                 | .500               | 23,0               | 82                 |
| 8                  | p – Atlanta Hawks         | 40                 | 41                 | .494               | 23,5               | 81                 |
| 9                  | p – Chicago Bulls         | 39                 | 43                 | .476               | 25,0               | 82                 |
| 10                 | p – Miami Heat            | 36                 | 45                 | .444               | 27,5               | 81                 |
|                    |                           |                    |                    |                    |                    |                    |
| 11                 | e – Toronto Raptors       | 30                 | 52                 | .366               | 34,0               | 82                 |
| 12                 | e – Brooklyn Nets         | 26                 | 56                 | .317               | 38,0               | 82                 |
| 13                 | e – Philadelphia 76ers    | 24                 | 58                 | .293               | 40,0               | 82                 |
| 14                 | e – Charlotte Hornets     | 19                 | 63                 | .232               | 45,0               | 82                 |
| 15                 | e – Wash. Wizards         | 18                 | 63                 | .222               | 45,5               | 81                 |

#### Pacific Division
| Central Division        | V  | S  | V%   | PR   | Casa  | Trasf | Div  | PG |
| ----------------------- | -- | -- | ---- | ---- | ----- | ----- | ---- | -- |
| y – Cleveland Cavaliers | 64 | 18 | .780 | 0,0  | 34–7  | 30–11 | 12-4 | 82 |
| x – Indiana Pacers      | 49 | 31 | .613 | 14,0 | 29–11 | 20–20 | 10-6 | 80 |
| x – Milwaukee Bucks     | 47 | 34 | .580 | 16,5 | 27–14 | 20–20 | 9-7  | 81 |
| x – Detroit Pistons     | 44 | 38 | .537 | 20,0 | 22–19 | 22–19 | 5-11 | 82 |
| p – Chicago Bulls       | 39 | 43 | .476 | 25,0 | 18–23 | 21–20 | 4-12 | 82 |

### NBA In-Season Tournament 2024

#### Western Conference
| 1  | Milwaukee Bucks *   | 4 | 0 | 1.000 |  |  |
| 2  | N.Y. Knicks *       | 4 | 0 | 1.000 |  |  |
| 3  | Atlanta Hawks *     | 3 | 1 | .750  |  |  |
|    |                     |   |   |       |  |  |
| 4  | Orlando Magic       | 3 | 1 | .750  |  |  |
| 5  | Boston Celtics      | 3 | 1 | .750  |  |  |
| 6  | Detroit Pistons     | 3 | 1 | .750  |  |  |
| 7  | Cleveland Cavaliers | 2 | 2 | .500  |  |  |
| 8  | Miami Heat          | 2 | 2 | .500  |  |  |
| 9  | Chicago Bulls       | 2 | 2 | .500  |  |  |
| 10 | Philadelphia 76ers  | 2 | 2 | .500  |  |  |
| 11 | Toronto Raptors     | 1 | 3 | .250  |  |  |
| 12 | Brooklyn Nets       | 1 | 3 | .250  |  |  |
| 13 | Charlotte Hornets   | 0 | 4 | .000  |  |  |
| 14 | Indiana Pacers      | 0 | 4 | .000  |  |  |
| 15 | Wash. Wizards       | 0 | 4 | .000  |  |  |

#### Gruppo B
| NBA In-Season Tournament - Gruppo C | NBA In-Season Tournament - Gruppo C | NBA In-Season Tournament - Gruppo C | NBA In-Season Tournament - Gruppo C |
| Squadra                             | V                                   | S                                   | V%                                  |
| ----------------------------------- | ----------------------------------- | ----------------------------------- | ----------------------------------- |
| Atlanta Hawks                       | 3                                   | 1                                   | .750                                |
| Boston Celtics                      | 3                                   | 1                                   | .750                                |
| Cleveland Cavaliers                 | 2                                   | 2                                   | .500                                |
| Chicago Bulls                       | 2                                   | 2                                   | .500                                |
| Wash. Wizards                       | 0                                   | 4                                   | .000                                |